# Aidia quintasii
Espèce
Synonymes
- Randia quintasii K.Schum.[1]

Aidia quintasii est une espèce de plantes à fleurs de la famille des Rubiacées et du genre Aidia, endémique de Sao Tomé-et-Principe.